# Шрайк (Гиперион)
Шрайк (англ. Shrike, букв. сорокопут) — вымышленный фантастический персонаж тетралогии «Песни Гипериона» Дэна Симмонса.
Шрайк присутствует во всех четырёх книгах тетралогии, а также в рассказе «Сироты спирали», который является спин-оффом к «Песням Гипериона». Шрайк — самый загадочный, непредсказуемый и необъяснимый персонаж вселенной Гипериона, его основные мотивы частично раскрываются лишь во второй книге тетралогии — «Падение Гипериона».
Книги тетралогии «Песни Гипериона» были написаны и изданы двумя группами: первые два романа, — «Гиперион» и «Падение Гипериона», — вышли в 1989 и 1991 году, а третий и четвёртый, — «Эндимион» и «Восход Эндимиона», — вышли в 1996 и 1997 годах соответственно. Фактически Шрайк из первой группы романов существенно отличается от Шрайка из второй группы. Так, в первых двух книгах Шрайк выступает главным антагонистом, он служит какой-то неизвестной силе или является её воплощением, а также «обитает» около Гробниц Времени на планете Гиперион. В последних двух книгах Шрайк предстаёт уже как положительный персонаж, который теперь служит главным положительным героям произведения, защищая и оберегая их. Он уже не зависит от Гробниц Времени и волен без ограничений перемещаться в пространстве и времени.

## Описание Шрайка
Шрайк — существо/робот гуманоидного типа ростом около трёх метров, основным отличием являются две пары рук. В книге описан, как существо, состоящее из колючей проволоки, шипов, лезвий, режущих кромок и других острых предметов. Пальцы представлены длинными скальпелями, а ступни — изогнутыми лопастями. Также неоднократно упоминается о дополнительных клинках, которые Шрайк выдвигает при необходимости. Тело/корпус Шрайка выполнено из прочнейшей полированной стали, от которой отскакивают даже снаряды штурмовой винтовки. Нередко поверхность его тела сравнивается со ртутью. Из грудины торчит острый шип, на который он накалывает тела своих жертв. Рот полон острейших стальных зубов. Глаза похожи на «горящие рубины» и по строению являются многофасеточными (многогранными).
Шрайк весит 1,063 тонны, замер был произведен бортовым Компьютером корабля Консула с помощью датчиков веса. Однако Шрайк может произвольно в любой момент изменять вес своего тела. Его тело обладает большой плотностью.
Хотя Шрайк имеет неорганический вид, в тетралогии он описывается именно как органическое существо, органический робот.

## Способности Шрайка
- Шрайк способен совершать скачки во времени. Он часто пользуется этим приёмом во время боя или чтобы незаметно подкрасться к выбранной жертве. Однако во время боя с Радамантой Немез, описанном в книге «Эндимион», Шрайк был парализован неким прибором, генерирующим гиперэнтропийное поле. Прибор был замаскирован под портативную игровую приставку, которую Радаманта Немез насадила на один из шипов шеи Шрайка. Эффект паралича длился около пяти минут, после чего Шрайк вернулся в своё прежнее состояние[2].
- В боевом режиме Шрайк часто использует защитное поле.
- Шрайк в первых книгах тетралогии выступает как палач: он не просто убивает своих жертв, но перед смертью подвергает их невообразимым мучениям. Жертве кажется, что она насажена на острый шип Дерева Шрайка, вознесена на огромную высоту, вся кровь из неё вытекла, но она каким-то чудом ещё жива. Эти мучения длятся и длятся и никогда не заканчиваются.
- Некоторых избранных паломников Шрайк «заключает в объятия», не причиняя ни единой раны. После этого такой паломник становится «избранным Шрайком». Остальные паломники из группы, как правило, Шрайком уничтожаются.
- Шрайк, не считая Энеи (Той-кто-учит), является единственным из всех персонажей тетралогии, который может удалять крестоформ с тела человека, не убив «пациента». Таким образом был удален второй крестоформ отца Ленара Хойта. Однако, во время резни на Марсе, устроенной Шрайком, он, убивая человека, удаляет крестоформ так, что убитый воскрешению не подлежит.
- В книге «Эндимион» упомянута способность Шрайка к изменению собственной массы.
- Для конструирования личности Шрайка были использованы элементы личности полковника Федмана Кассада.